# Australische Breitzahnratte
Die Australische Breitzahnratte (Mastacomys fuscus) ist ein Nagetier, das im Südosten Australiens beheimatet ist. In der Gestalt wühlmausartig, ist sie am nächsten mit den Australischen Mäusen (Pseudomys) verwandt. Die jüngst gewonnene Erkenntnis, dass Pseudomys paraphyletisch in Bezug auf die Australische Breitzahnratte ist, hat dazu geführt, dass diese Art nun oft selbst bei Pseudomys eingeordnet wird.
Der wissenschaftliche Gattungsname ist aus den griechischen Worten mastax (mahlender Kiefer) und mys (Maus) gebildet. Der Artzusatz fuscus ist lateinisch für dunkel.
Die Kopfrumpflänge liegt bei 15 bis 19 Zentimetern, hinzu kommt ein 10 bis 13 Zentimeter langer Schwanz. Das Fell ist graubraun und seidenweich. Breitzahnratten wurden oft eine Relikt-Art genannt, da sie inselartig in voneinander getrennten Regionen verbreitet sind. Das Habitat sind gebirgige Landschaften in New South Wales, Victoria und Tasmanien, in denen ein feucht-kaltes Klima herrscht. Im Winter graben die Tiere Gänge durch den Schnee. Sie werden dann gesellig, sind in den wärmeren Monaten aber Einzelgänger. Die Nahrung sind Gräser, Blätter und Samen.
Bei dieser Art kommen ein oder zwei Würfe pro Jahr vor, bei denen nach etwa fünf Wochen Trächtigkeit bis zu vier Jungtiere geboren werden. Diese sind gut entwickelt und tragen schon Fell. Sie werden nach etwa einem Monat selbständig und sind nach 16 Wochen so groß wie erwachsene Tiere.
Fossilfunde zeigen, dass die Breitzahnratte vor einigen Jahrtausenden eine wesentlich weitere Verbreitung hatte. Sie ist nirgendwo häufig, die IUCN listet sie wegen des befürchteten Populationsrückgangs als „gering gefährdet“ (near threatened).